# Giacomo Vittone
Giacomo Vittone (Torino, 13 dicembre 1898 – Roma, 1995) è stato un pittore e disegnatore italiano.

## Biografia
Giacomo Vittone nasce il 13 dicembre 1898 a Torino, comincia fin da giovanissimo a dipingere presso lo studio dei fratelli Gatti di Torino. Qui conosce molti artisti contemporanei, ma nel 1917 viene arruolato e mandato sul Carso dove vivrà in prima persona la prima guerra mondiale e la ritirata da Caporetto. Dopo la guerra lavora presso alcune ditte fino al 1926, anno in cui viene assunto da un istituto di credito ed inizia la carriera bancaria. 
Si sposa a Pola in Istria nel 1928. Nel 1935 si trasferisce per lavoro a Riva del Garda. Sul Garda riprende con vigore la sua passione artistica e stringe amicizia con molti artisti attivi in quel periodo: Dal Lago, Pizzini, Simeoni ecc. Nella sua ricerca di stimoli da trasportare in arte si innamora di un suggestivo borgo medioevale vicino al lago di Tenno sopra Riva del Garda, Canale di Tenno, all'epoca quasi abbandonato. Nel 1945 comincia a firmare i suoi quadri con lo pseudonimo Pictor dominicus o semplicemente Dominicus e viene nominato curatore del museo civico di Riva del Garda e si impegna alla ricostruzione di questa istituzione, aggiungendovi il primo nucleo della biblioteca civica e facendone il perno della cultura rivana. Si dedica anche alla vita culturale e sociale sul Garda Trentino. Nel 1955 riceve la medaglia d'oro dal comune di Riva del Garda per benemerenze culturali ed artistiche. Nel 1963 si trasferisce ad Ostia presso la figlia, nel 1971 dopo la morte della moglie, riprende a firmare le sue opere con il suo vero nome Giacomo Vittone. Muore quasi centanario nel 1995 ad Ostia.

## Opere
L'intensa opera di Vittone si sviluppa dall'Espressionismo con tratti impressionistici fino a spaziare nel ricerca di materiali e colori nuovi. Interessante il materiale di sfondo su cui dipinge: semplici pagine di giornale. Ha affrescato i cortili interni della Rocca di Riva del Garda e ci ha lasciato innumerevoli quadri custoditi dalle amministrazioni comunali da musei regionali e da numerosi privati.

## Casa degli Artisti "Giacomo Vittone"

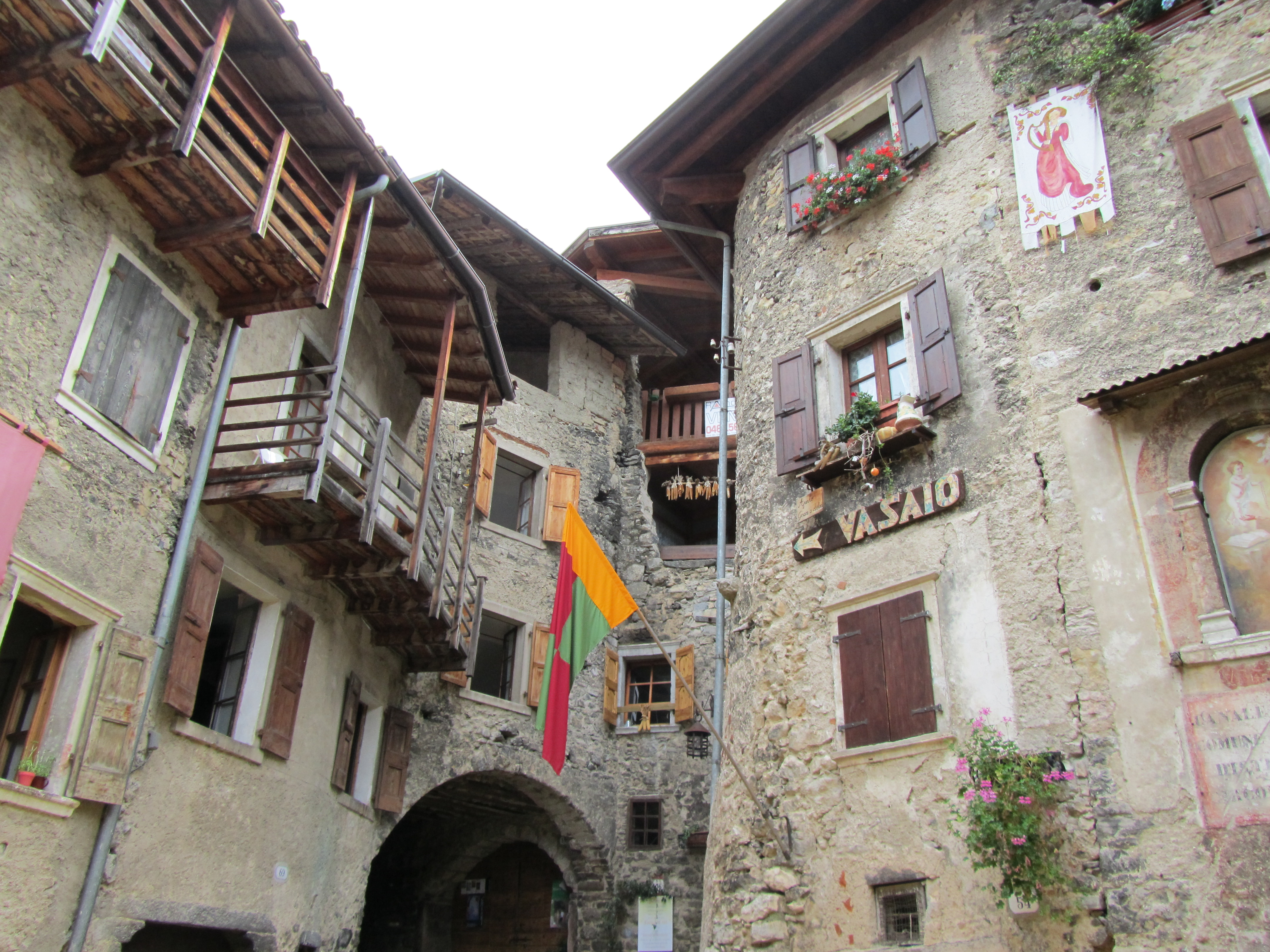
Canale di Tenno, la piazzetta

A Canale di Tenno si trova oggi un centro culturale detto Casa degli Artisti "Giacomo Vittone". Il centro è nato tra il 1966 e il 1968 da un'idea di Giacomo Vittone incoraggiata da molti artisti locali. Oggi gestito dai Comuni di Tenno (capofila), di Arco e Riva del Garda, propone percorsi espositivi temporanei e un piccolo allestimento permanente dedicato al pittore, ma anche convegni, corsi e residenze artistiche in onore delle arti visive dei maestri di tutti i tempi.